# Магнус Ліндберг
Магнус Ліндберг (27 червня 1958 , Гельсінкі )(фін. Magnus Gustaf Adolf Lindberg) — фінський композитор.

## Біографія
Почав грати на фортепіано у віці одинадцяти років, у п'ятнадцять років вступає до Академії Сибеліуса, де вивчає композицію та електроакустичну музику в класах Ристо Вейзанен, Ейноюгані Раутаваара, Пааво Хайнінен і Осмо Ліндеман. Знайомиться з Брайаном Фернехоу та Гельмутом Лахенманом у Дармштадті, потім з Франко Донатоні в Сієні. Після закінчення навчання у 1981 році багато подорожує Європою, та приватно займається з Вінко Глобокаром та Жераром Грізе в Парижі. Працював у студії EMS у Стокгольмі наприкінці 70-х років, потім в експериментальній студії фінського радіо, а також у IRCAM у 1985 році.
Будучи піаністом, виконавцем творів Беріо, Булеза, Штокгаузена, Ціммермана, він, разом з іншими, серед яких Кайя Сааріаго та Еса-Пекка Салонен, в 1977 році засновує товариство Korvat auki (Відкрити вуха), яке започаткувало велику кількість концертів та семінарів сучасної музики, а в 1980 році, ансамбль Toimii (Це працює!), який став лабораторією їхніх композиторських пошуків.
Є професором композиції Королівської консерваторії Швеції.
В 2001 був обраний членом Берлінської академії мистецтв.
В 2004 був членом журі конкурсу композиторів Тору Такеміцу.

## Стиль
Першим твором Ліндберга, який приніс композитору успіх був «Action-Situation-Signification» (1982). Це перший твір, у якому композитор досліджує конкретну музику.
На початку творчості музична мова Ліндберга дуже часто знаходилась під впливом постсеріалізму. Звуковисотна система його творів базувалась на теорії множин, розвиненій американським музикознавцем Алленом Фортом. Ця техніка дозволяє об’єднувати і контролювати звуковисотну систему застосовуючи прості принципи об’єднання, а також є засобом контролю гармонічної системи твору.
Приїхавши до Парижу та стажуючись в IRCAM, Ліндберг, звісно потрапляє під вплив спектралістів. 
Працюючи над  Kinetics, Marea та Joy, які фактично є трилогією, композитор поставив перед собою завдання синтезувати дві системи гармонічного мислення – ту, що базується на теорії множин, та спектральну. 
Конструкція багатьох творів Ліндберга базується на композиційному принципі чакони (поліфонічні варіації на витриману гармонію).
Ще одною характерною рисою музичної мови композитора є його велика увага до часової організації твору, до тривалості та ритму.
Починаючи з Joy, композитор вдосконалює свій стиль, оркестрове та гармонічне мислення. У творах початку 1990-х років спостерігається вплив як Булеза і Мюрая, так Стравинського та мінімалізму. Його симфонічний твір Aura відображає новий, більш еклектичний стиль. Відтоді Ліндберг розвиває новий власний стиль, який тяжіє до свого роду нової тональності. Яскравим прикладом цього є Концерт для кларнета з оркестром (2002), який містить подібну до фольклорної мелодію та яскраве оркестрування.

## Нагороди
Є лауреатом багатьох міжнародних нагород, серед яких Prix Italia (1986), l’UNESCO Rostrum у 1982 e 1986, Nordic Council Music Prize (1988), Koussevitsky Prize (1988), Royal Philharmonic Society Prize (1993), Wihuri Sibelius Prize (2003).
У 2009-2010 був композитором-резидентом Нью-Йоркського філармонічного оркестру, а у 2014-2015 Лондонського.

## Список творів
- 1975 :  Donor для оркестру, 10', партитура видалена з каталогу
- 1976 :  Tre stycken для валторни, скрипки, альта і віолончелі, 7', Inédit
- 1976 :  Musik för två pianon, 10', Inédit
- 1977 :  Klavierstück для фортепіано, 15', Inédit
- 1977 :  Etwas zarter для стрічки, 7', Inédit
- 1978 :  Untitled для змішаного хору a cappella, 8', Inédit
- 1978 :  Tre små pianostycken для фортепіано, 3', Fuga
- 1978 :  Ohne Ausdruck для магнітної стрічки, 8', Inédit
- 1978 :  Jag vill breda vingar ut для мецо-сопрано і фортепіано, 5', Inédit
- 1978 :  Espressione I для віолончелі, 7', Inédit
- 1978 :  Arabesques для духового квінтету, 12', Chester Music
- 1979 :  Sonatas pour фортепіано та скрипки, 12', Fazer Music
- 1979 :  Quintetto dell'estate, 10', Chester Music
- 1979 :  Play I для двох фортепіано, від 10' до 20', Inédit
- 1979 :  Layers, Inédi
- 1979 :  Espressione II для скрипки, 6's, Inédit
- 1980 :  Molière, ou la Cabale des dévots музика до театральної п'єси М. Булгакова, 20', Inédit
- 1981 :  Sculpture II для оркестру, 10', Boosey & Hawkes
- 1981 :  Linea d'ombra для флейти, ударних, кларнета та гітари, 15', Wilhelm Hansen
- 1981 :  Drama для великого оркестру, 12', Inédit
- 1981 :  ...de Tartuffe, je crois для фортепіанного квінтету, 12', Fazer Music
- 1982 :  Tendenza для ансамблю, 12', Chester Music
- 1982 :  Action - situation - signification для кларнета, ударних, фортепіано та віолончелі, 32', Wilhelm Hansen
- 1983 :  Zona concerto для віолончелі та септету, 17', Fazer Music
- 1983 :  Ritratto для камерного оркестру, 13', Fazer Music
- 1983 :  Ground для клавесину, 20', Inédit
- 1984 :  Stroke для віолончелі, 4', Fazer Music
- 1984 :  Projekt Faust для читця, кларнета, двох великих барабанів та віолончелі, 10', Inédit
- 1984 :  Metal Work для акордеона та перкусії, 10', Wilhelm Hansen
- 1985 :  Kraft для солюючих кларнета, ударних, фортепіано та віолончелі з оркестром, 27', Wilhelm Hansen
- 1986 :  UR для ансамблю та електроніки, 15', Wilhelm Hansen
- 1986 :  Faust, 26's, Inédit
- 1988 :  Twine для фортепіано, 7', Wilhelm Hansen
- 1988 :  Moto для віолончелі et фортепіано, 10', Wilhelm Hansen
- 1988 :  Ablauf для кларнета і двох ударників, 10', Wilhelm Hansen
- 1989 :  Kinetics для великого оркестру, 14', Wilhelm Hansen
- 1989 :  Fanfare для ансамблю духових та ударних, 2', Inédit
- 1990 :  Steamboat Bill Jr. для кларнета соло та віолончелі, 8', Wilhelm Hansen
- 1990 :  Marea для оркестру, 13', Wilhelm Hansen
- 1990 :  Joy для ансамблю та електроніки, 30', Wilhelm Hansen
- 1990 :  Jeux d'anches для акордеона, 9', Wilhelm Hansen
- 1990 :  Duo concertante для кларнета, віолончелі та для ансамблю, 13', Chester Music
- 1991 :  Piano Concerto, 25', Wilhelm Hansen
- 1992 :  Decorrente версія для п'яти музикантів de Corrente, 13', Chester Music
- 1992 :  Corrente II для великого оркестру, 18', Chester Music
- 1992 :  Corrente для ансамблю, 13', Chester Music
- 1992 :  Clarinet Quintet для кларнета та струнного квартету, 18', Chester Music
- 1993 :  Songs from North and South для дитячого хору SSAA, 13', Chester Music
- 1993 :  Kiri для кларнета, віолончелі, перкусії та електроніки, 14', Inédit
- 1993 :  Coyote Blues для ансамблю, 11', Chester Music
- 1994 :  Zungenstimmen для ансамблю, 14', Chester Music
- 1994 :  Away для кларнета соло, перкусії, фортепіано та струнних, 5's, Chester Music
- 1994 :  Aura In memoriam Witold Lutoslawski, для великого оркестру, 40', Chester Music
- 1995 :  Arena для великого оркестру, 15', Chester Music
- 1996 :  Engine для ансамблю, 16', Chester Music
- 1996 :  Arena 2 для шістнадцяти інструментів, переглянута версія Arena, 15', Chester Music
- 1997 :  Related rocks для двох фортепіано, двох ударних та електронного пристрою, 20', Chester Music
- 1997 :  Fresco для оркестру, 22', Boosey & Hawkes
- 1997 :  Feria для оркестру, 17', Boosey & Hawkes
- 1998 :  Campana in Aria для валторни з оркестром, 11', Boosey & Hawkes
- 1999 :  Cello Concerto для віолончелі з оркестром, 25', Boosey & Hawkes
- 1999 :  Cantigas для оркестру, 19', Boosey & Hawkes
- 2000 :  Piano Jubilees версія для фортепіано Jubilees, 15', Boosey & Hawkes
- 2000 :  Gran Duo для ансамблю духових, 20', Boosey & Hawkes
- 2000 :  Corrente - China Version (Riccorente) для ансамблю, 14', Chester Music
- 2001 :  Étude I для фортепіано, 3', Boosey & Hawkes
- 2001 :  String Quartet, 20', Boosey & Hawkes
- 2001 :  Partia для віолончелі, 25', Boosey & Hawkes
- 2001 :  Parada для оркестру, 13', Boosey & Hawkes
- 2002 :  Dotz Coyotes версія Coyote Blues зроблена з Anssi Karttunen для віолончелі та фортепіано, 11', Chester Music
- 2002 :  Clarinet Concerto для кларнета з оркестром, 28', Boosey & Hawkes
- 2002 :  Chorale для оркестру, на хорал Баха Est ist genug, 8', Boosey & Hawkes
- 2002 :  Bubo bubo для ансамблю, 4', Boosey & Hawkes
- 2002 :  Bright Cecilia : Variations on a Theme by Purcell Finale grande, для оркестру, 2', Boosey & Hawkes
- 2003 :  Jubilees для ансамблю, 16', Boosey & Hawkes
- 2003 :  Counter Phrases ballet, для ансамблю, 6', Boosey & Hawkes
- 2003 :  Concerto for Orchestra, 28', Boosey & Hawkes
- 2004 :  Étude II для фортепіано, 4', Boosey & Hawkes
- 2004 :  Tribute для оркестру, 2', Boosey & Hawkes
- 2004 :  Return to Faust для віолончелі et фортепіано, створений разом з Анссі Карттунен, Inédit
- 2004 :  Mano a mano для гітари, 15', Boosey & Hawkes
- 2004 :  Fanfare для ансамблю мідних духових та ударних, 2', Inédit
- 2005 :  Sculpture для оркестру, 23', Boosey & Hawkes
- 2005 :  Ottoni для ансамблю мідних духових, 13', Boosey & Hawkes
- 2006 :  Violin Concerto для скрипки з оркестром, 25', Boosey & Hawkes
- 2006 :  Santa Fe Project для віолончелі et фортепіано, 15', Boosey & Hawkes
- 2007 :  Seht die Sonne для оркестру, 30', Boosey & Hawkes
- 2008 :  Clarinet Trio для кларнета, віолончелі et фортепіано, 20', Boosey & Hawkes
- 2009 :  Scoring для оркестру, 10', Boosey & Hawkes
- 2009 :  Graffiti для хору з оркестром, 32', Boosey & Hawkes
- 2009 :  EXPO для оркестру, 10', Boosey & Hawkes
- 2010 :  Souvenir для великого ансамблю, 25', Boosey & Hawkes
- 2010 :  Al largo для оркестру, 25', Boosey & Hawkes
- 2012 :  Piano Trio перекладення з тріо кларнетів для скрипки, віолончелі et фортепіано, 20', Boosey & Hawkes
- 2012 :  Piano Concerto No. 2 для фортепіано з оркестром, 30', Boosey & Hawkes
- 2012 :  Era для оркестру, 15', Boosey & Hawkes
- 2012 :  Acequia Madre для кларнета і фортепіано, 10's, Boosey & Hawkes